# Lévrier
Pour les articles homonymes, voir Lévrier (homonymie) et Levrette.
Le lévrier est un chien longiligne, aux longues pattes fines, au corps souple et léger, très musclé, tendineux, bâti pour la course. Actuellement, il existe 13 races classées dans le groupe 10 et 5 races réparties dans le groupe 5 de la nomenclature officielle établie par la Fédération cynologique internationale.

## Description
Le mot lévrier provient du mot lièvre qui était la proie de prédilection de ces chasseurs. Tous les lévriers sont issus de races très anciennes, essentiellement utilisées pour la chasse (poursuite à vue), considérées parfois comme le premier type de chien spécialisé que l'homme ait obtenu. En France, la chasse avec des lévriers a été interdite en 1844.
Ce sont d'excellents chiens de compagnie, très attachés aux personnes avec lesquelles ils vivent, mais qui restent distants envers les étrangers.
Un levron est une très petite variété de lévrier, originaire d'Italie.
La lévriche est la femelle d'un levron ou d'un petit lévrier.
Leur développement musculaire peut-être supérieur à celui d'autres chiens en raison d'une mutation génétique des gènes responsables de la régulation de croissance musculaire [réf. nécessaire].

## Morphologie

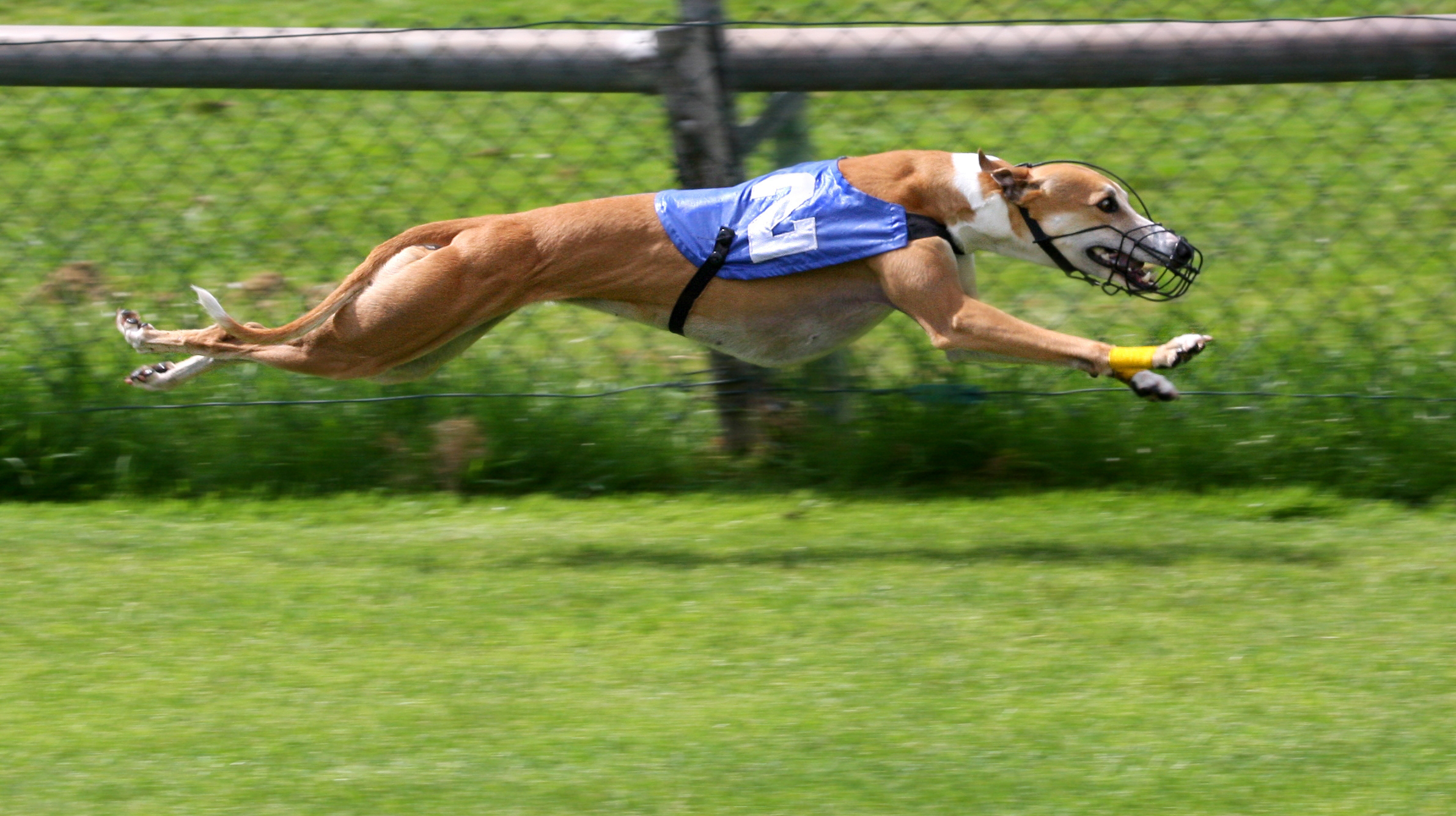
Inconnu dans les autres races, le galop volant (temps de détente en l'air lors de la course) est propre aux lévriers.

La morphologie des lévriers est de type dit « graïoïde » (origine latine : canis graius), c'est-à-dire mince et effilée. Leur tête dolichocéphale est étroite, le museau est long et fin. La largeur de la tête ne dépasse pas la moitié de sa longueur (exception due à la taille, pour les whippets et petits lévriers italiens).
Le corps des lévriers s'apparente à celui des félins tels le guépard. Comme lui, les lévriers sont sveltes, musculeux, secs ( maigres s'opposant à "gras" ils peuvent être qualifiés de maigres, avec beaucoup de chair; ne pas confondre avec "décharné" ) et dotés de longues pattes fines. Leur poitrine est profonde. Leur ossature est puissante mais légère et leur colonne vertébrale très flexible, leur permet de projeter très loin leurs membres postérieurs et donc de courir très vite.

## Localisation

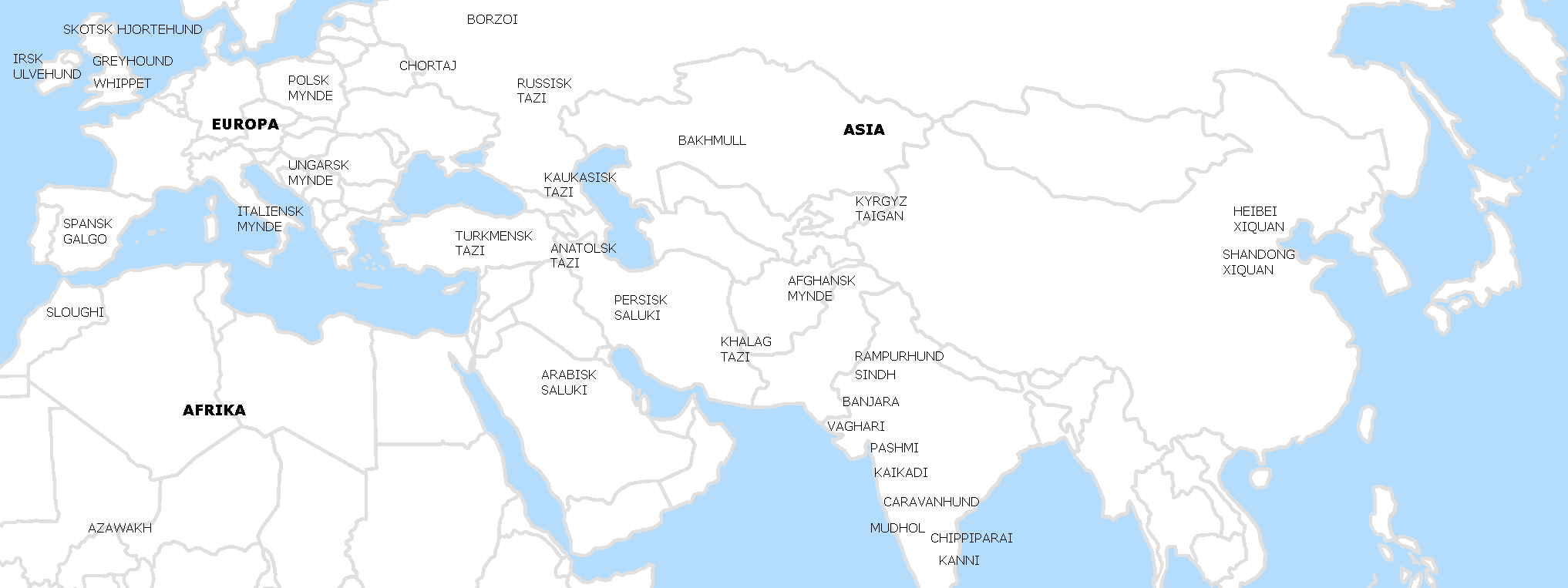
Carte de localisation des différents Lévriers (en norvégien).

## Races de lévriers reconnues au niveau international

### Groupe 10 (de souche asiatique)
| Nom                                                               | Description                                               | No FCI                                     | Photographie                               |
| Section 1 - Lévriers à poil long ou frangé                        | Section 1 - Lévriers à poil long ou frangé                | Section 1 - Lévriers à poil long ou frangé | Section 1 - Lévriers à poil long ou frangé |
| ----------------------------------------------------------------- | --------------------------------------------------------- | ------------------------------------------ | ------------------------------------------ |
| Lévrier afghan                                                    | Originaire d'Afghanistan, le plus excentrique             | 228                                        |                                            |
| Barzoï ou lévrier russe                                           | Originaire de Russie, considéré comme le plus racé        | 193                                        |                                            |
| Lévrier persan, Saluki ou Salouki                                 | Originaire du Moyen-Orient                                | 269                                        |                                            |
| Lévrier Tazi                                                      | originaire d'Asie centrale, du Kazakhstan au Turkménistan | 372                                        |                                            |
| Section 2 - Lévriers à poil dur                                   |                                                           |                                            |                                            |
| Irish wolfhound ou lévrier irlandais                              | Originaire d'Irlande, le plus grand                       | 160                                        |                                            |
| Deerhound ou lévrier écossais                                     | Originaire d'Écosse                                       | 164                                        |                                            |
| Section 3 - Lévriers à poil court, oreilles couchées ou tombantes |                                                           |                                            |                                            |
|                                                                   |                                                           |                                            |                                            |
| Lévrier arabe, Sloughi ou lévrier du désert                       | originaire d'Afrique du Nord                              | 188                                        |                                            |
| Azawakh                                                           | originaire du Burkina Faso, du Mali et du Niger           | 307                                        |                                            |
| Chart polski ou lévrier polonais                                  | originaire de Pologne                                     | 333                                        |                                            |
| Lévrier Galgo ou lévrier espagnol                                 | originaire d'Espagne                                      | 285                                        |                                            |
| Lévrier greyhound ou lévrier anglais                              | originaire de Grande-Bretagne, le plus rapide             | 158                                        |                                            |
| Lévrier hongrois ou Magyar Agar                                   | originaire de Hongrie                                     | 240                                        |                                            |
| Petit lévrier italien ou levrette d'Italie                        | originaire d'Italie, le plus petit                        | 200                                        |                                            |
| Lévrier whippet                                                   | originaire d'Angleterre, le plus répandu en France        | 162                                        |                                            |

### Groupe 5 (de souche africaine)
| Nom                                                                  | Description                  | No FCI                    | Photographie              |
| Section 6 - Type primitif                                            | Section 6 - Type primitif    | Section 6 - Type primitif | Section 6 - Type primitif |
| -------------------------------------------------------------------- | ---------------------------- | ------------------------- | ------------------------- |
| Lévrier de Pharaon                                                   | originaire de Malte          | 248                       |                           |
| Section 7 - Type primitif - Chiens de chasse                         |                              |                           |                           |
| Cirneco de l'Etna                                                    | originaire de Sicile         | 199                       |                           |
| Podenco d'Ibiza, ou Chien de garenne des Baléares                    | originaire d'Ibiza           | 089                       |                           |
| Podengo portugais, Lévrier portugais ou Chien de garenne du Portugal | originaire du Portugal       | 094                       |                           |
| Podenco canario ou Chien de garenne des Canaries                     | originaire des îles Canaries | 329                       |                           |

## Races de lévriers reconnues localement par des standards nationaux
| Nom                                   | Description                       | Standard                                                     | Photographie        |
| Standards nationaux                   | Standards nationaux               | Standards nationaux                                          | Standards nationaux |
| ------------------------------------- | --------------------------------- | ------------------------------------------------------------ | ------------------- |
| Lévrier Caravan hound                 | originaire d'Inde                 | reconnu par le KCI                                           |                     |
| Lévrier crétois ou Kritikos Lagonikos | originaire de Crète (Grèce)       | reconnu par le KOE et le VDH                                 |                     |
| Lévrier Khortaï                       | originaire de Russie et d'Ukraine | reconnu par la RKF                                           |                     |
| Lévrier Rampur                        | originaire du Nord de l'Inde      | reconnu par le KCI et le INKC                                |                     |
| Lévrier de soie ou silken windhound   | originaire des États-Unis         | reconnu par le VDH                                           |                     |
| Lévrier Taïgan ou lévrier kirghize    | originaire du Kirghizistan        | reconnu par la Société Cynologique du Kirghizistan et la VDH |                     |

## Autres races de lévriers
| Nom                                 | Description                           | Photographie |              |
| Autres races                        | Autres races                          | Autres races | Autres races |
| ----------------------------------- | ------------------------------------- | ------------ | ------------ |
| Lévrier australien                  | originaire d'Australie                |              |              |
| Lévrier Bakhmull                    | originaire d'Afghanistan et de Russie |              |              |
| Chippiparai                         | originaire d'Inde                     |              |              |
| Lévrier Kalag Tazi                  | originaire d'Afghanistan              |              |              |
| Lévrier longdog                     | originaire du Royaume-Uni             |              |              |
| lévrier Stepnoï ou Stepnaïa borzaïa | originaire de Russie                  |              |              |

## Races de lévriers disparues
| Nom                                      | Description                                                       | Photographies               |                             |
| Races de Lévriers disparues              | Races de Lévriers disparues                                       | Races de Lévriers disparues | Races de Lévriers disparues |
| ---------------------------------------- | ----------------------------------------------------------------- | --------------------------- | --------------------------- |
| Charnaigre (aussi dénommé « charnigue ») | originaire de Provence en France, disparu au début du XXe siècle. |                             |                             |
| Lévrier grec                             | originaire de Grèce                                               |                             |                             |
| Tesem                                    | de souche africaine                                               |                             |                             |
| Vertragus ou lévrier celte               | de souche asiatique, IIe millénaire av. J.-C.                     |                             |                             |

## Races issues de Lévriers
| Nom                                | Description                              | Photographies            |                          |
| Races issues de Lévriers           | Races issues de Lévriers                 | Races issues de Lévriers | Races issues de Lévriers |
| ---------------------------------- | ---------------------------------------- | ------------------------ | ------------------------ |
| Colley                             | originaire du Royaume-Uni                |                          |                          |
| Lurcher                            | originaire du Royaume-Uni                |                          |                          |
| Lévrier Banjara                    | originaire d'Inde                        |                          |                          |
| Dogue allemand ou « grand danois » | originaire d'Allemagne                   |                          |                          |
| Shetland                           | originaire d'Écosse,descendant du Colley |                          |                          |
| Vautre                             |                                          |                          |                          |

## Besoins spécifiques
- Les lévriers supportent mal les longues absences. Il est préférable de ne pas les laisser seuls plus de six heures d'affilée.
- À l'âge adulte, ils doivent pouvoir faire beaucoup d'exercice, jouer et courir pendant au moins 45 minutes par jour et davantage si possible.
- Leur instinct de chasse (atavisme) peut encore être très fort. Leur éducation implique donc une attention soutenue : ils doivent apprendre à maitriser leurs pulsions.
- Les lévriers peuvent être très sensibles aux brusques variations de températures. S'agissant des races à poil ras, on conseille le port d'un manteau, en hiver, pour éviter les coups de froid.

## Santé
Les lévriers ayant développé des aptitudes particulières possèdent une physiologie différente des autres races de chien. Leur masse graisseuse plus réduite influe sur l'absorption, le stockage et l'élimination des produits anesthésiants. Certains produits tels que le pentotal ou les thiobarbituriques ne doivent pas être administrés. Il est recommandé 
de suivre des protocoles anesthésiques spécifiques aux lévriers.

## Sports
- Épreuves de courses sur cynodromes ou racing (principalement les greyhounds et les whippets)
- La poursuite à vue sur leurre (PVL) ou coursing (les autres lévriers).

## Interdiction de chasser
En France, la loi du 3 mai 1844 (code de la chasse ,) interdit de chasser avec des lévriers.
Confirmé par l'article 8 (§I) de l'arrêté ministériel du 1er août 1986, modifié par l'arrêté du 9 juin 2010  de l'article 2 stipule l'interdiction de chasser avec des chiens lévriers pur sang ou croisés .

## Représentations
- En hiéroglyphie :

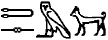
Lévrier Tesem, écrit en hiéroglyphes
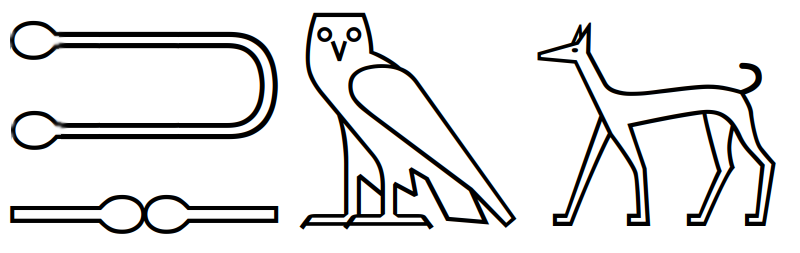

- En peinture :

Le tableau réalisé par la peintre animalière Rosa Bonheur en 1864, intitulé Brizo, un chien de berger et conservé dans la Wallace Collection, serait selon les conservateurs du musée, une femelle lévrier. ce type de chien étaient généralement gardés en meute et la race est un choix inhabituel pour un chien de berger, bien que le Kennel Club décrive les lévriers comme "aimables et d'humeur égale".

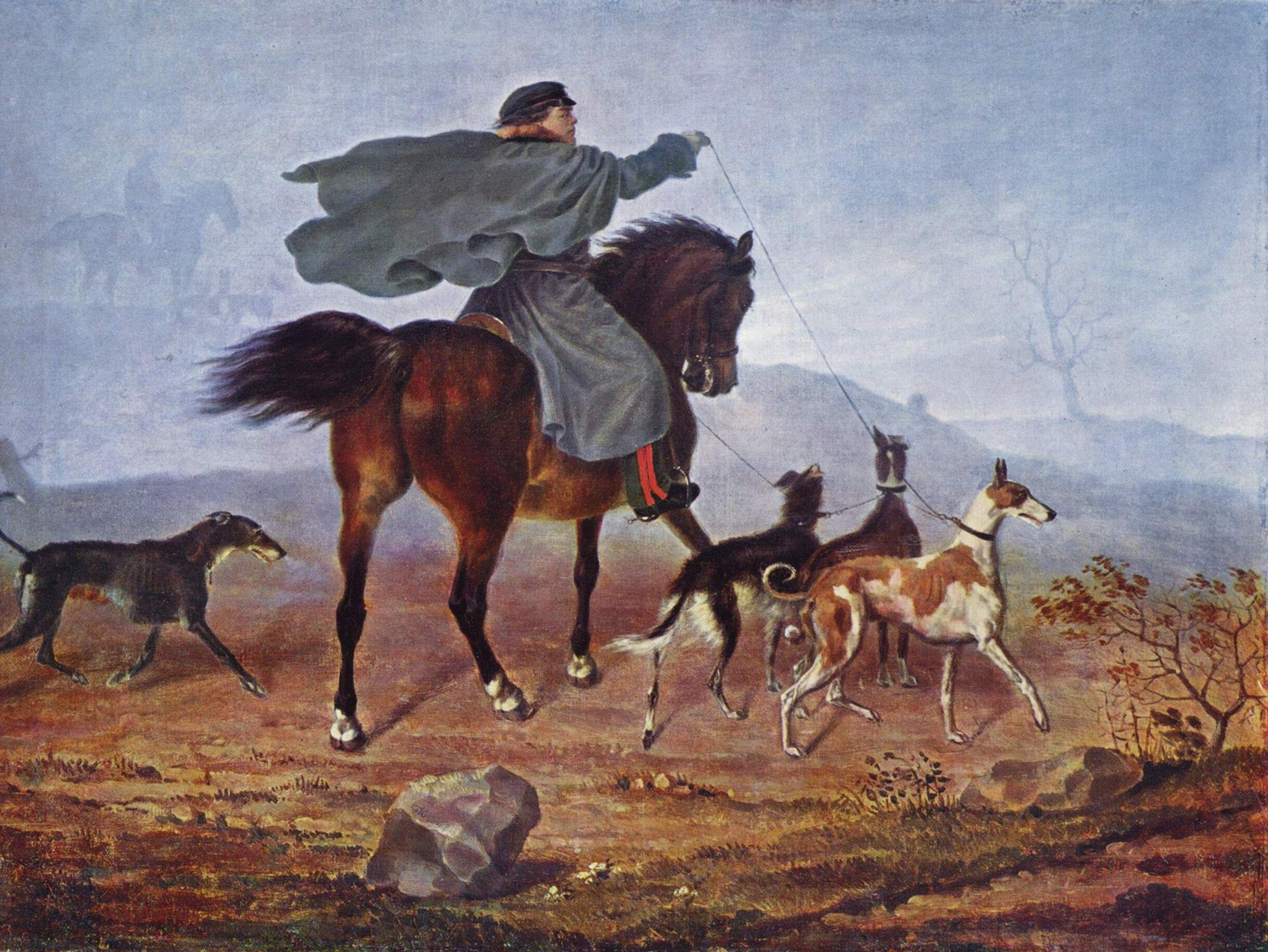
Franz Krüger - 1819
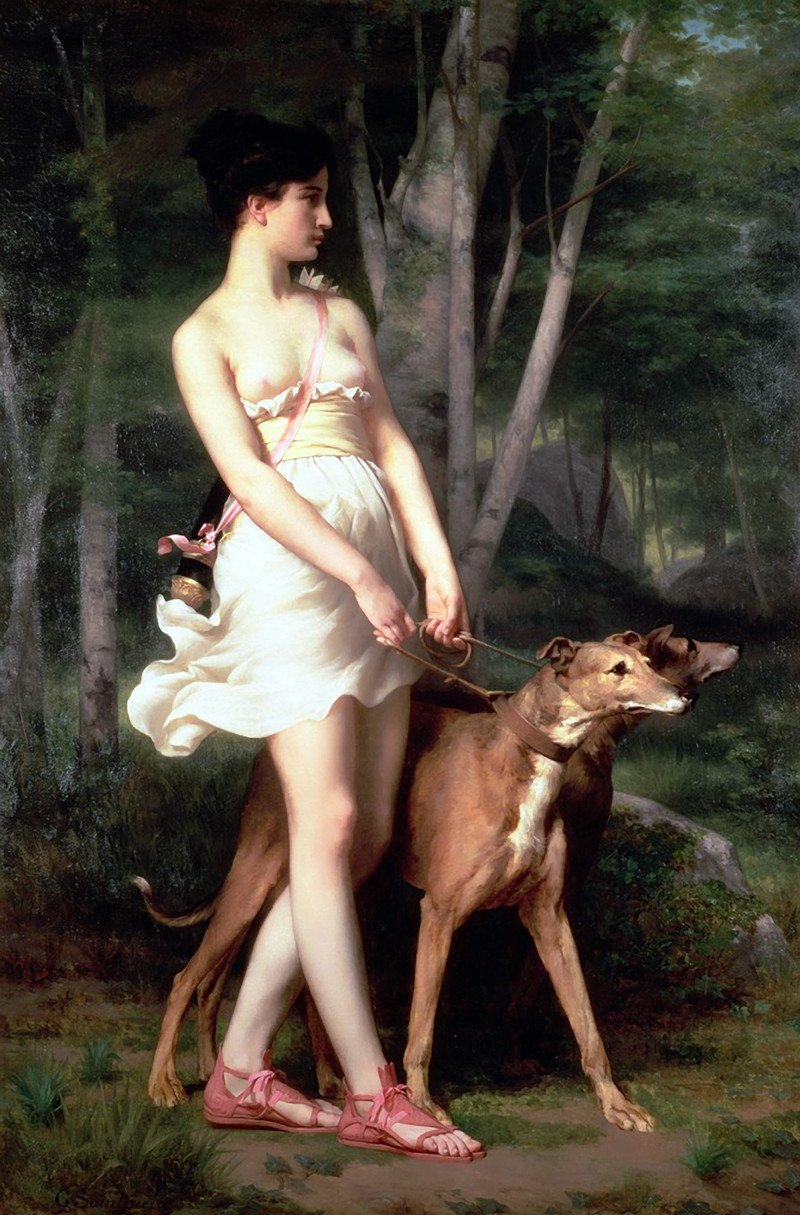
Diane et ses Lévriers, Gaston Casimir Saint-Pierre
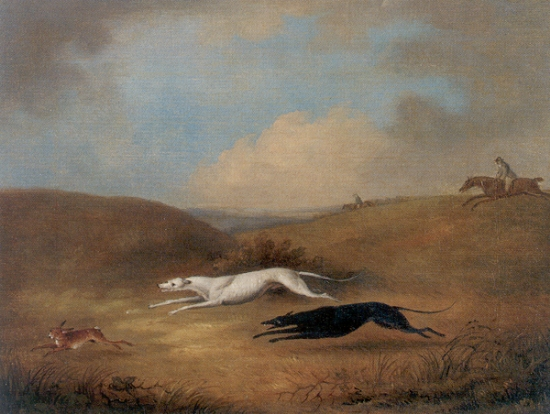
Lévriers chassant le lièvre, Dean Wolstenholme
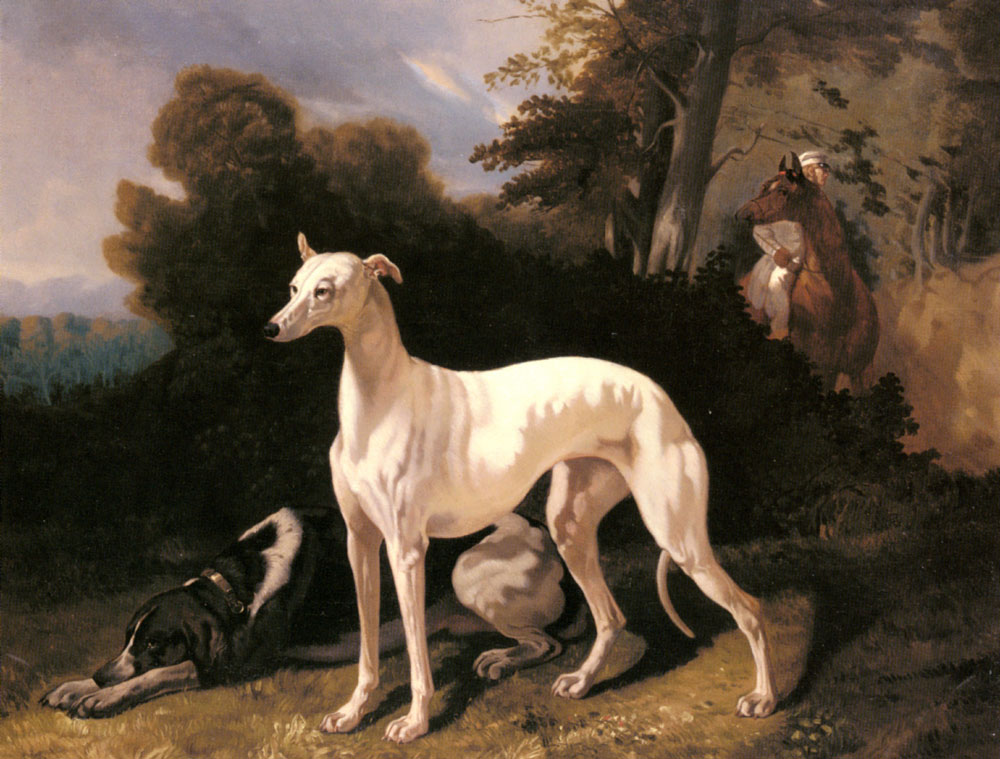
Lévrier à la campagne, Alfred de Dreux

- En sculpture :

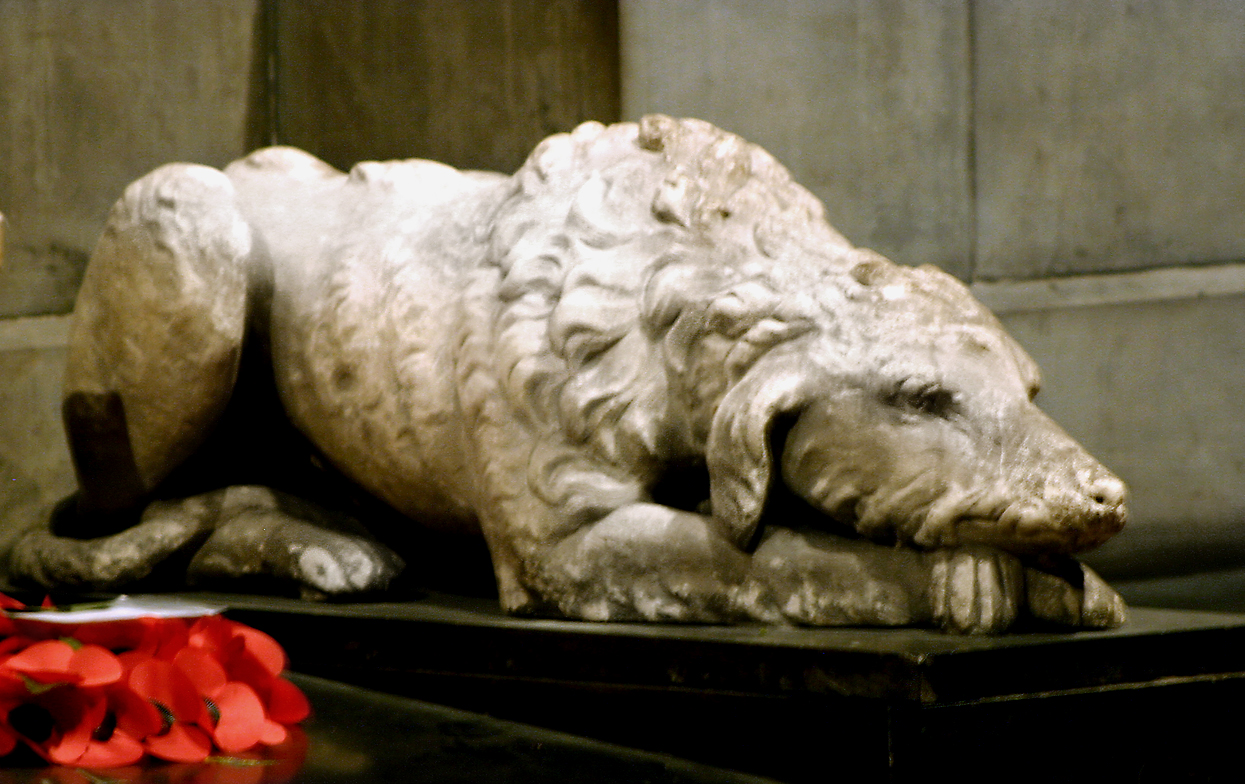
Statue de la cathédrale St Patrick à Dublin
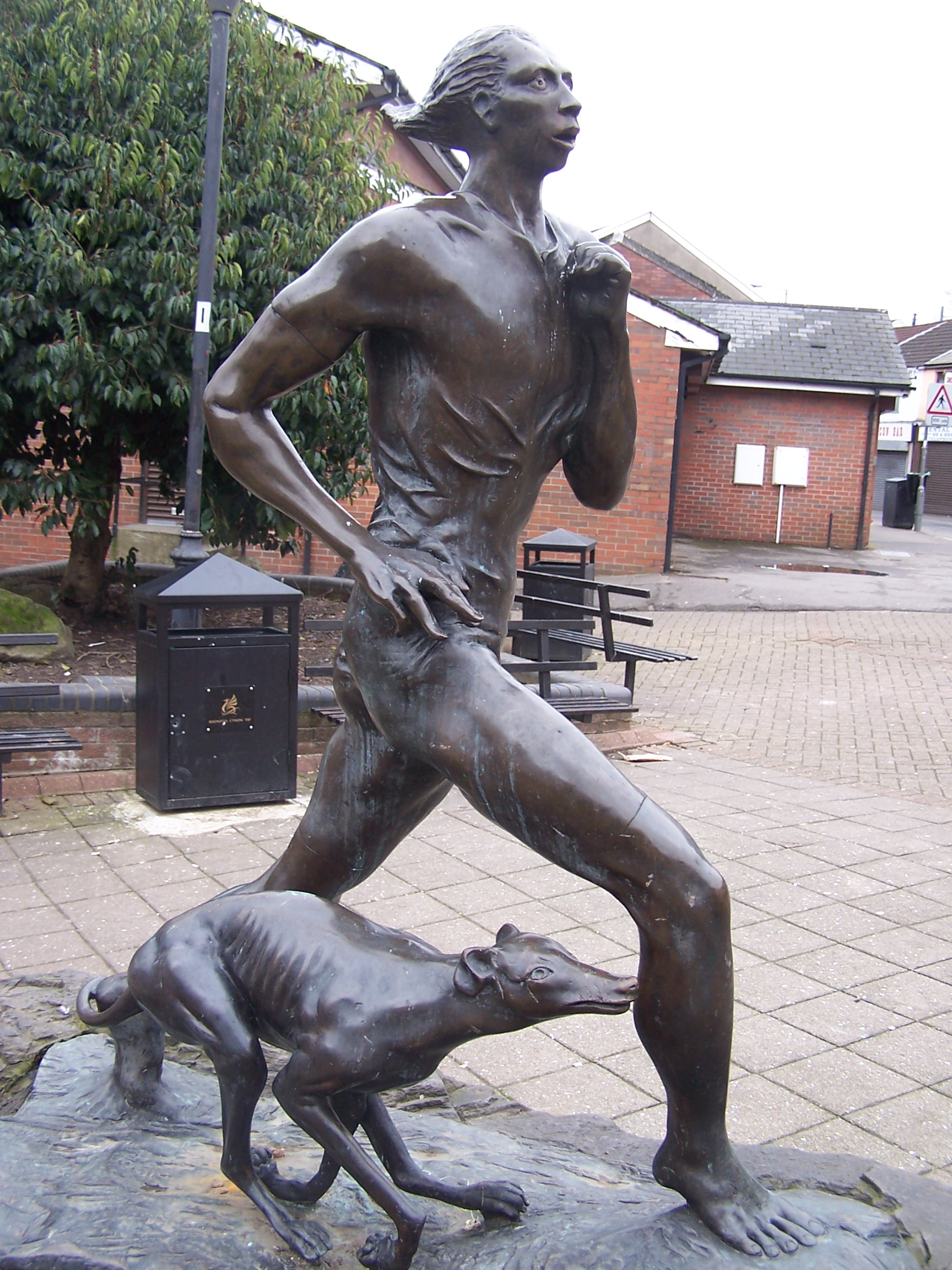
Bronze, Guto Nyth Bran
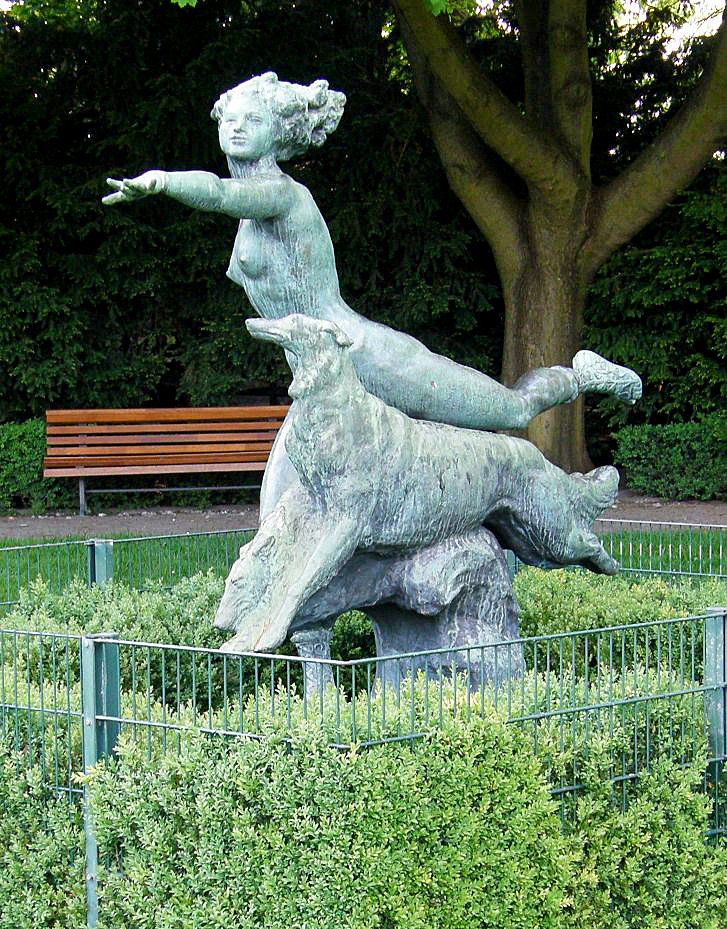
Diane chassant, Walter Schott
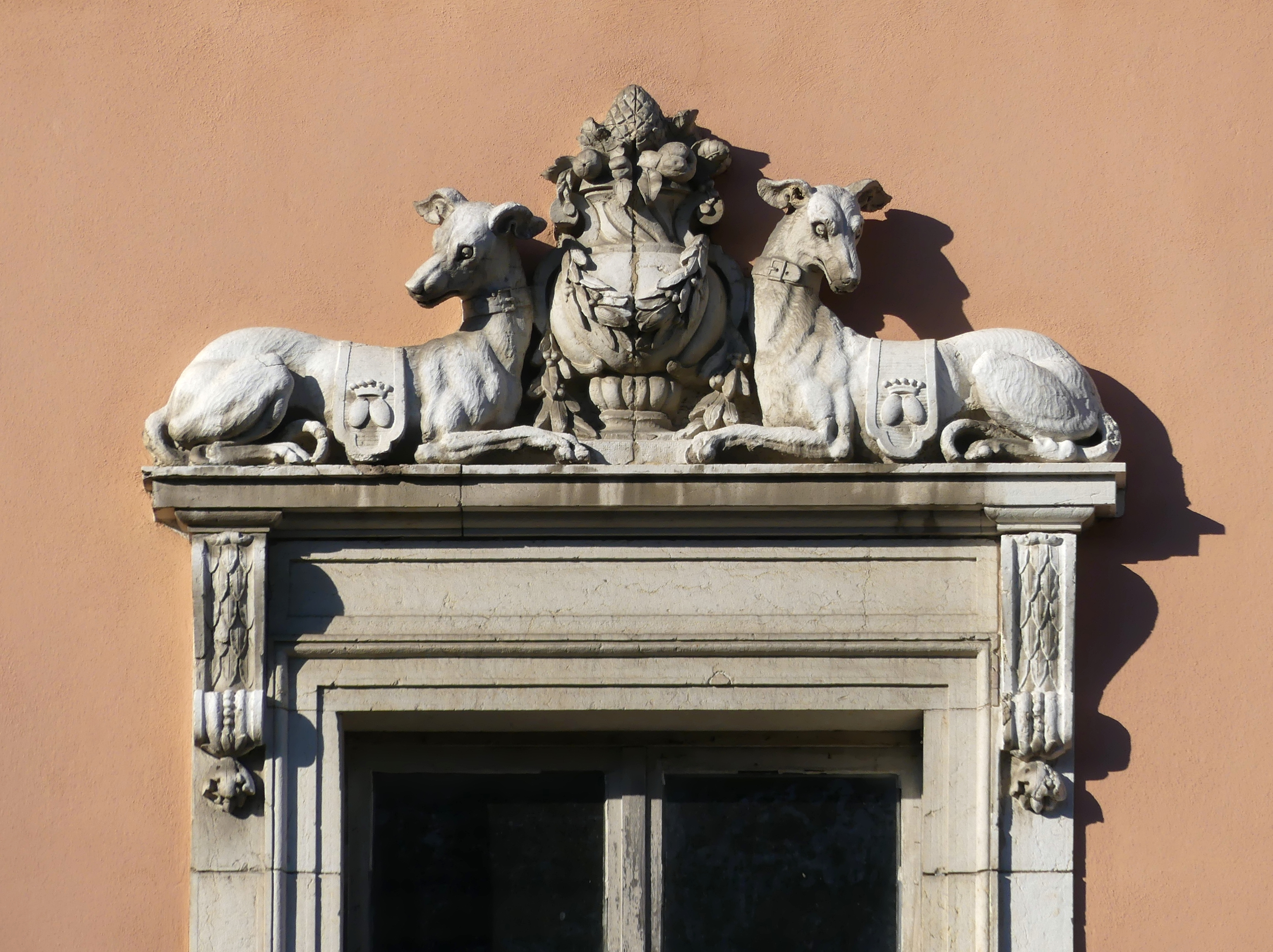
Château de Buisson-Rond à Chambéry (Savoie)
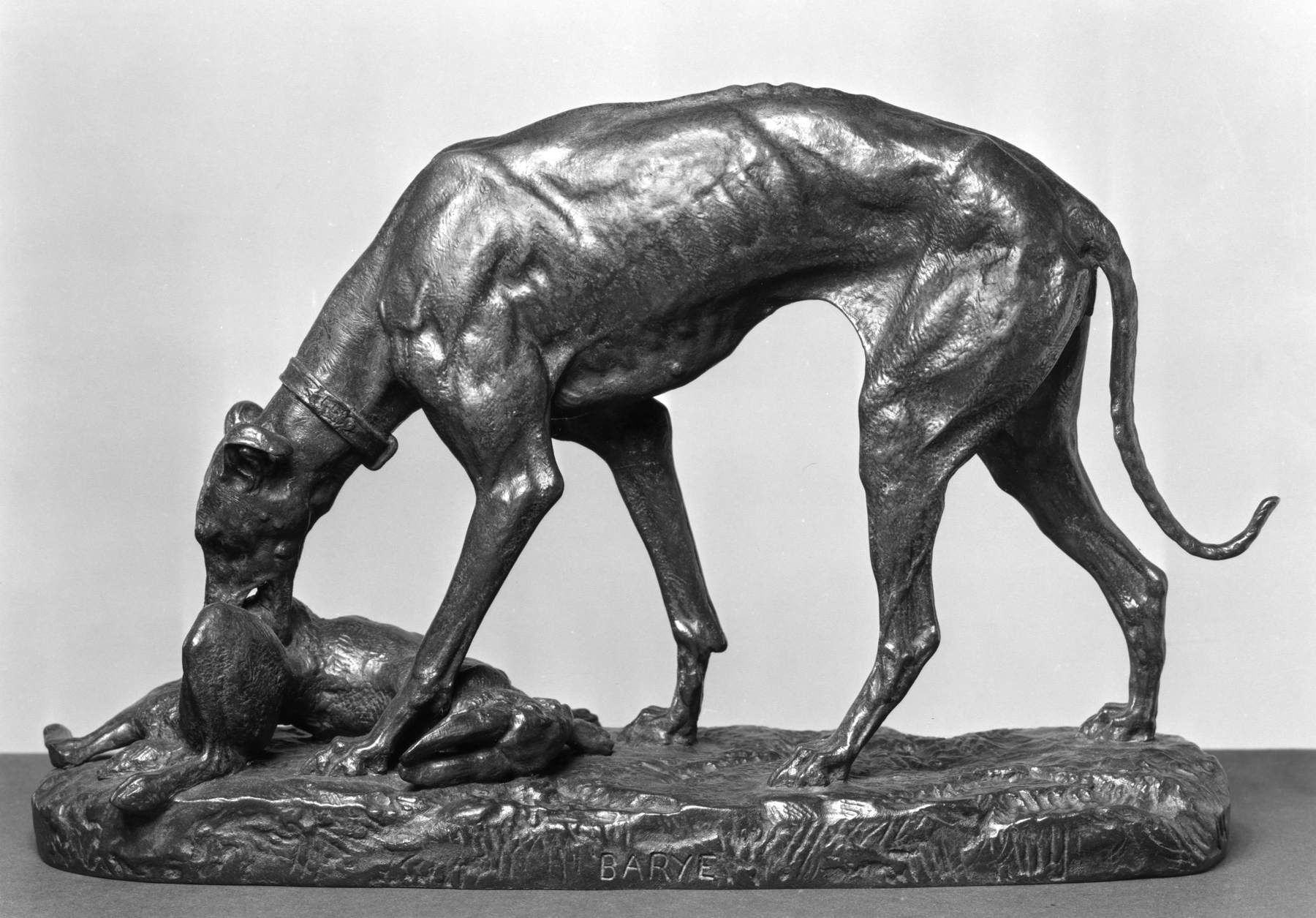
Bronze d'Antoine-Louis Barye, au muséum de Walters Art Museum aux USA

- En héraldique (race de chien la plus représentée) :

Blason d'Exmes (Orne)
Blason de Murbach (Haut-Rhin) : D'argent au lévrier rampant de sable, lampassé du même, colleté et bouclé du champ
Blason ville de Reilly (Oise)
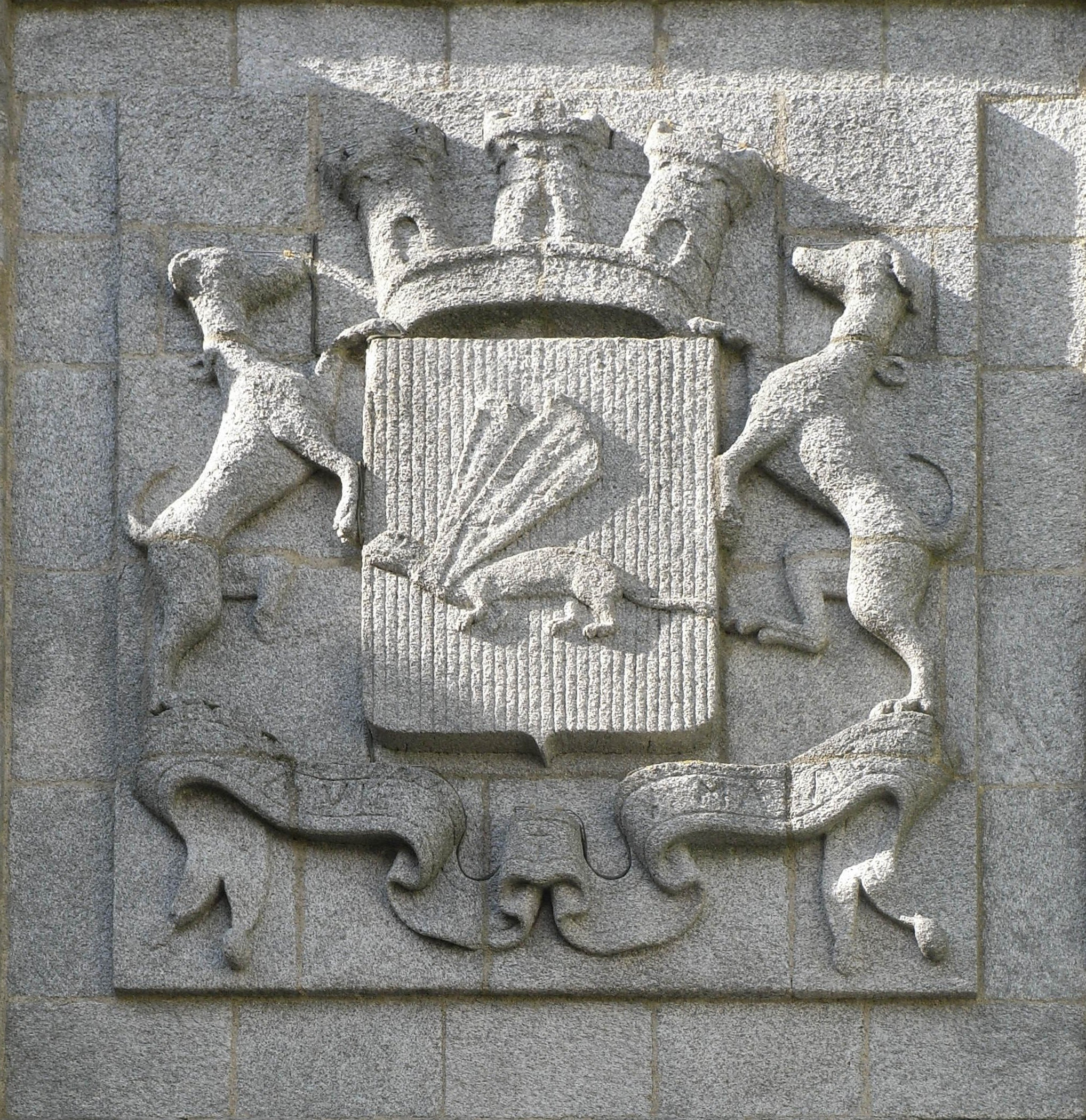
Blason ville de Vannes (Morbihan)
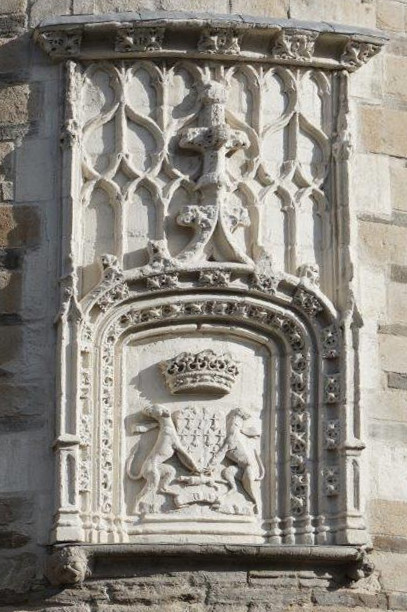
Blason sur château de Nantes (Loie-Atlantique)

- En philatélie :

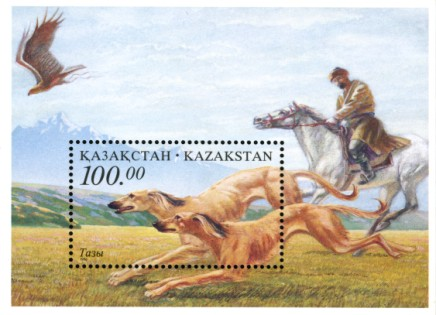
Timbre du Kazakhstan
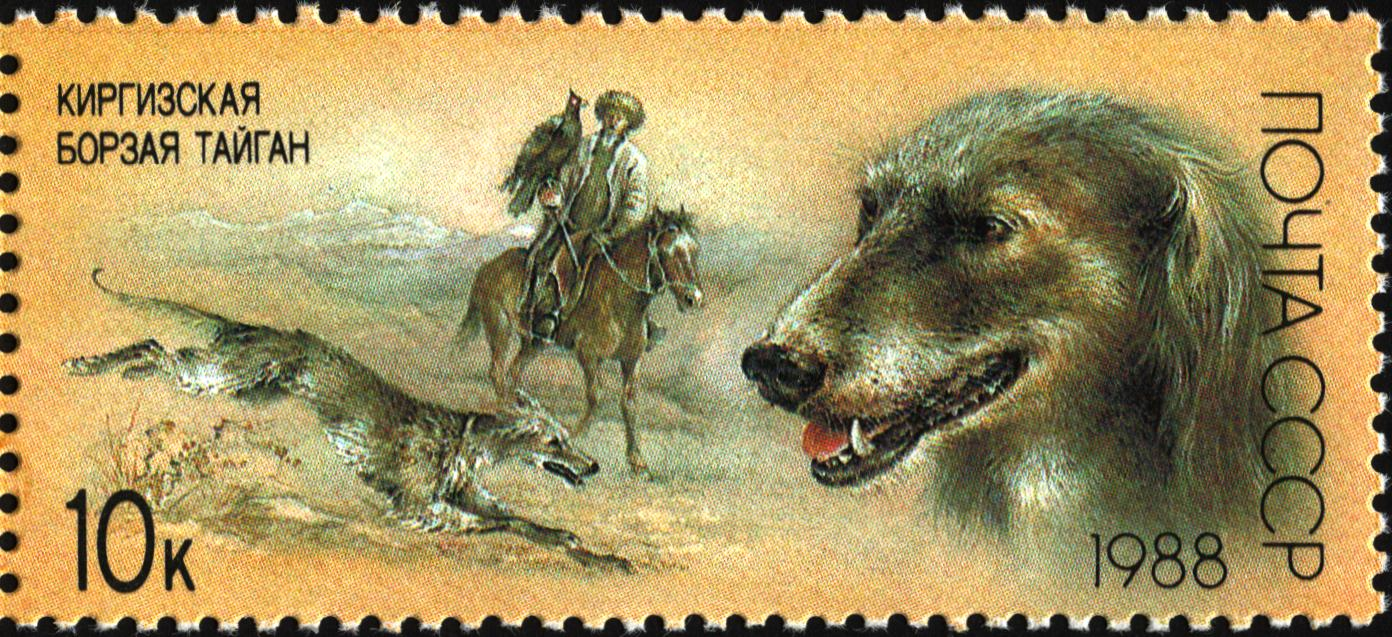
Timbre d'URSS, Lévrier Kirghiz, 1988
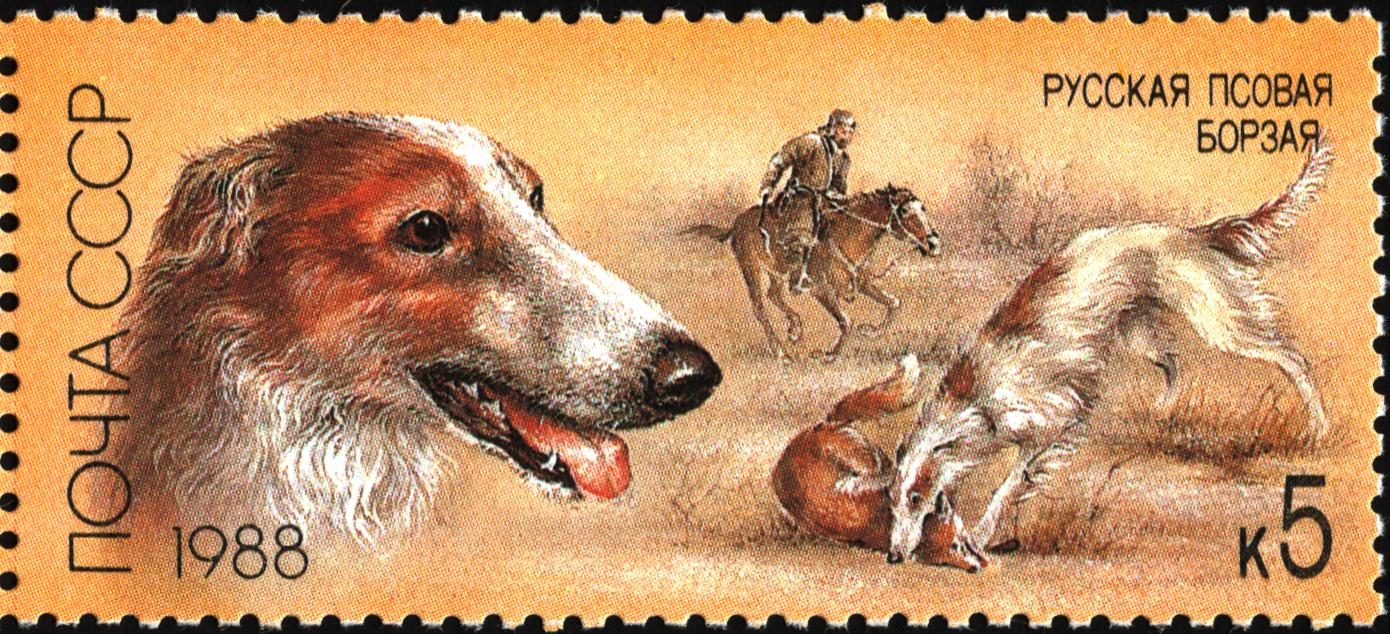
Timbre d'URSS, Lévrier Russe, 1988

- En lithographie :

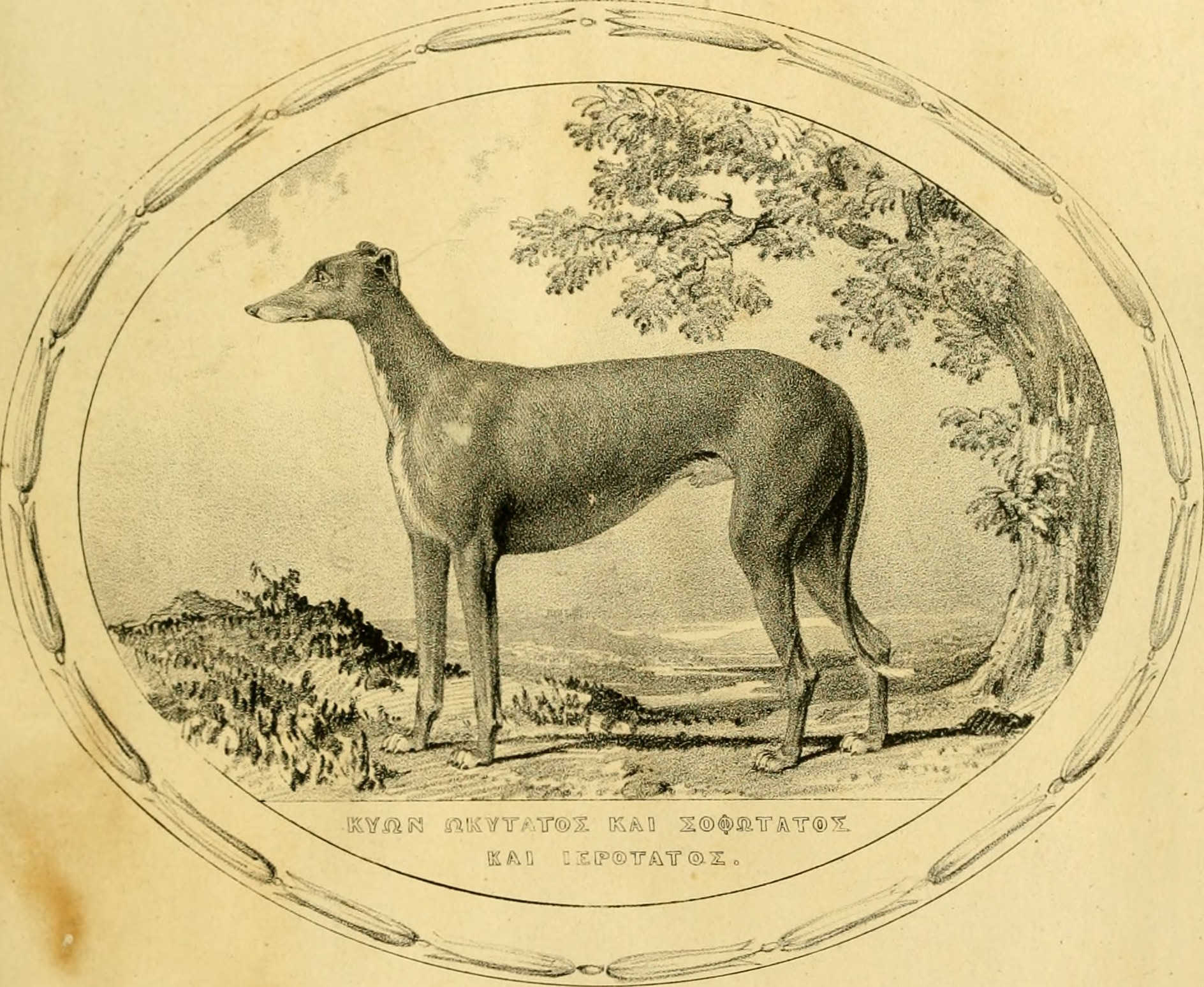
Lévrier, 1792
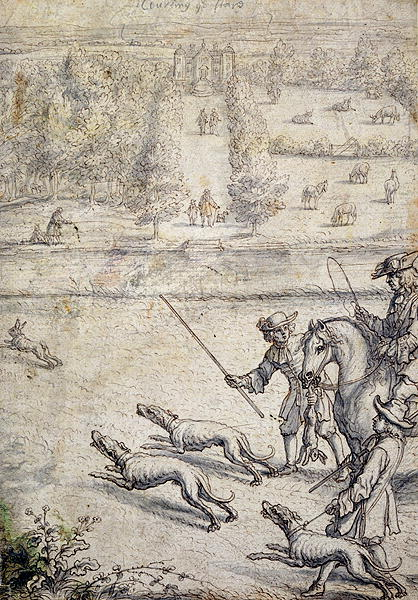
Courre du lièvre, Francis Barlow - 1686
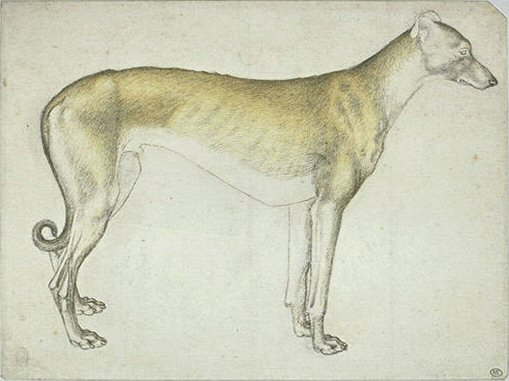
Pisanello - XVe siècle
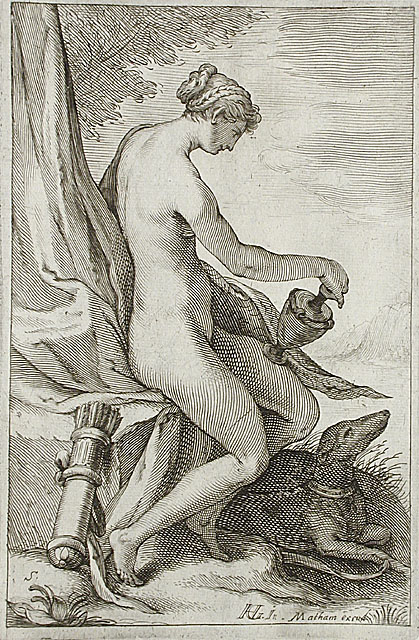
Nymphe et lévrier, Jacob Matham
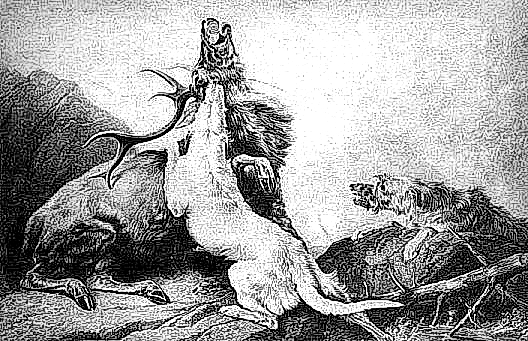
Chasse au cerf

- En art déco et ménager :

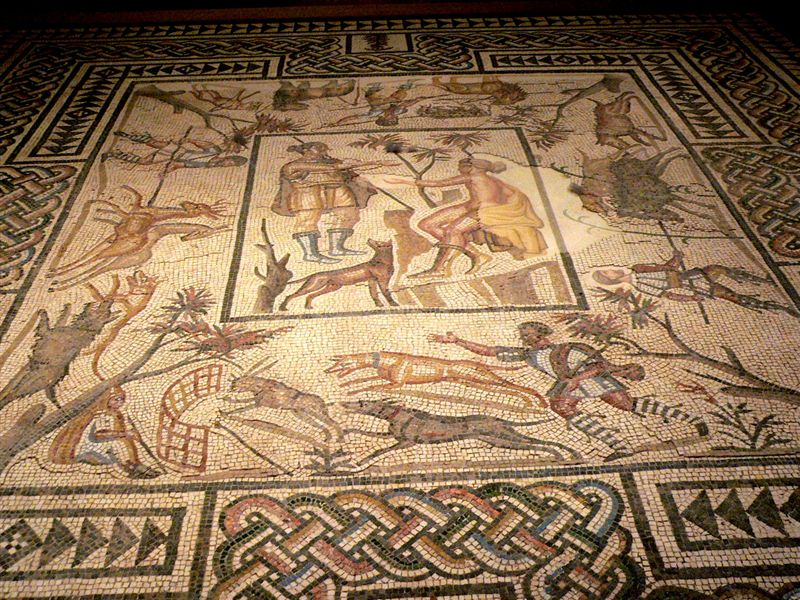
Mosaïque romaine du IIIe siècle Villa Laure à Villelaure (Vaucluse)
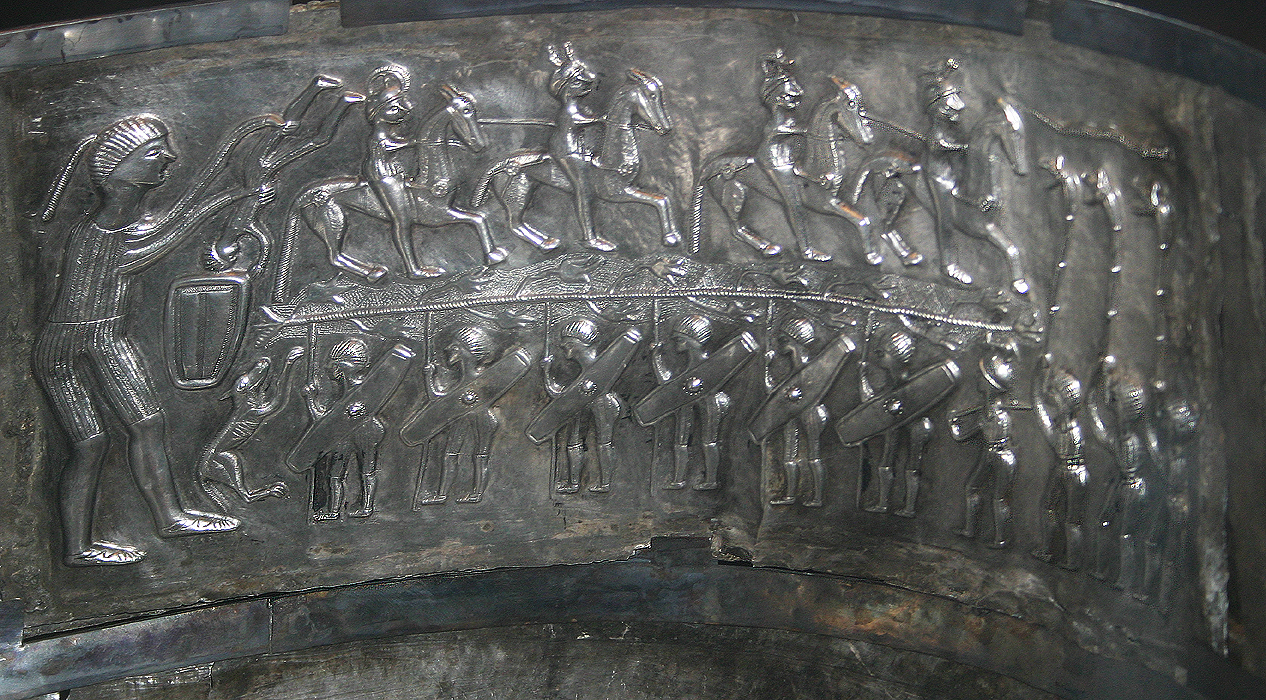
Détail du chaudron de Gundestrup (vertragus)
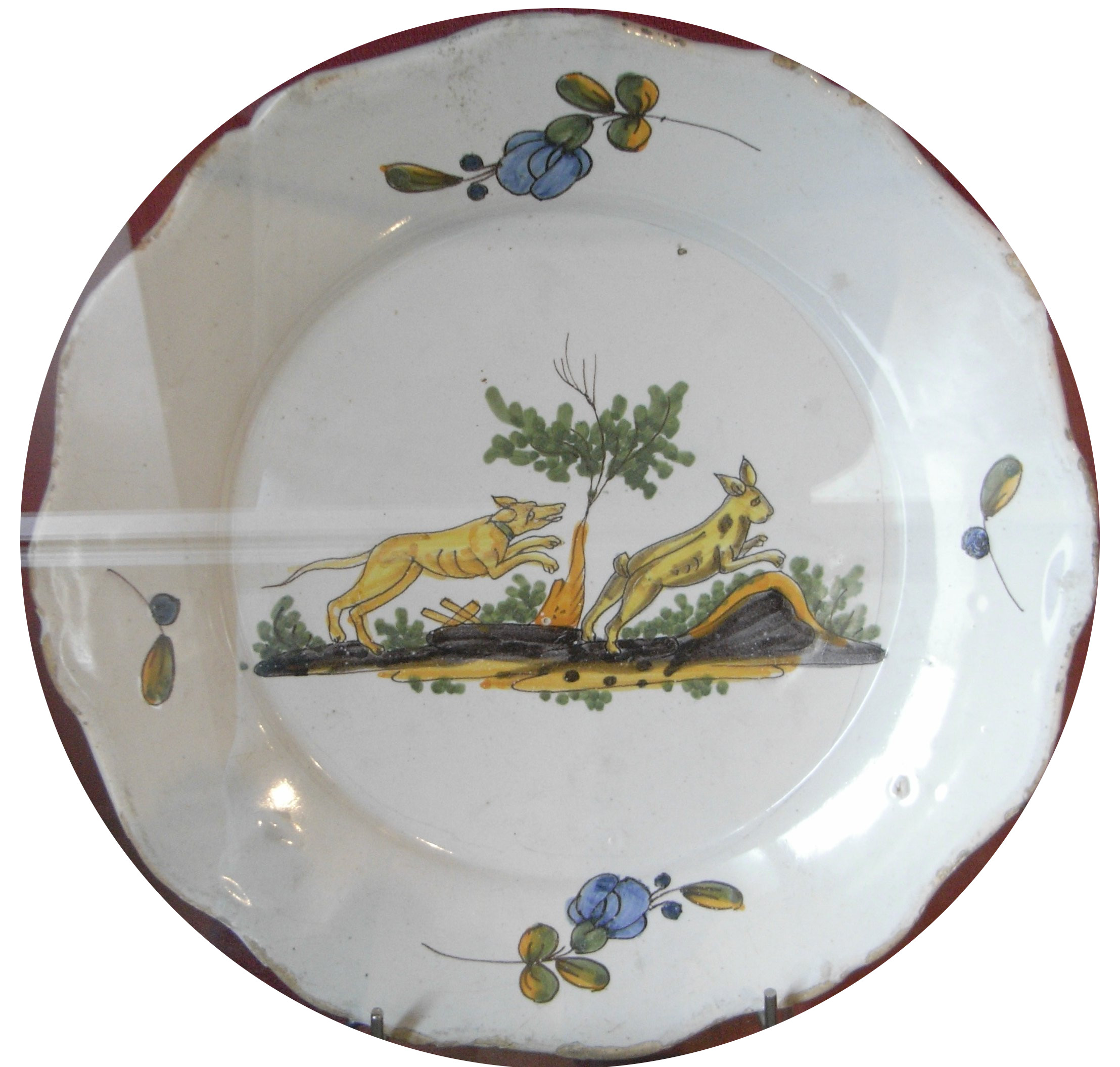
Faïence rochelaise XVIIIe siècle
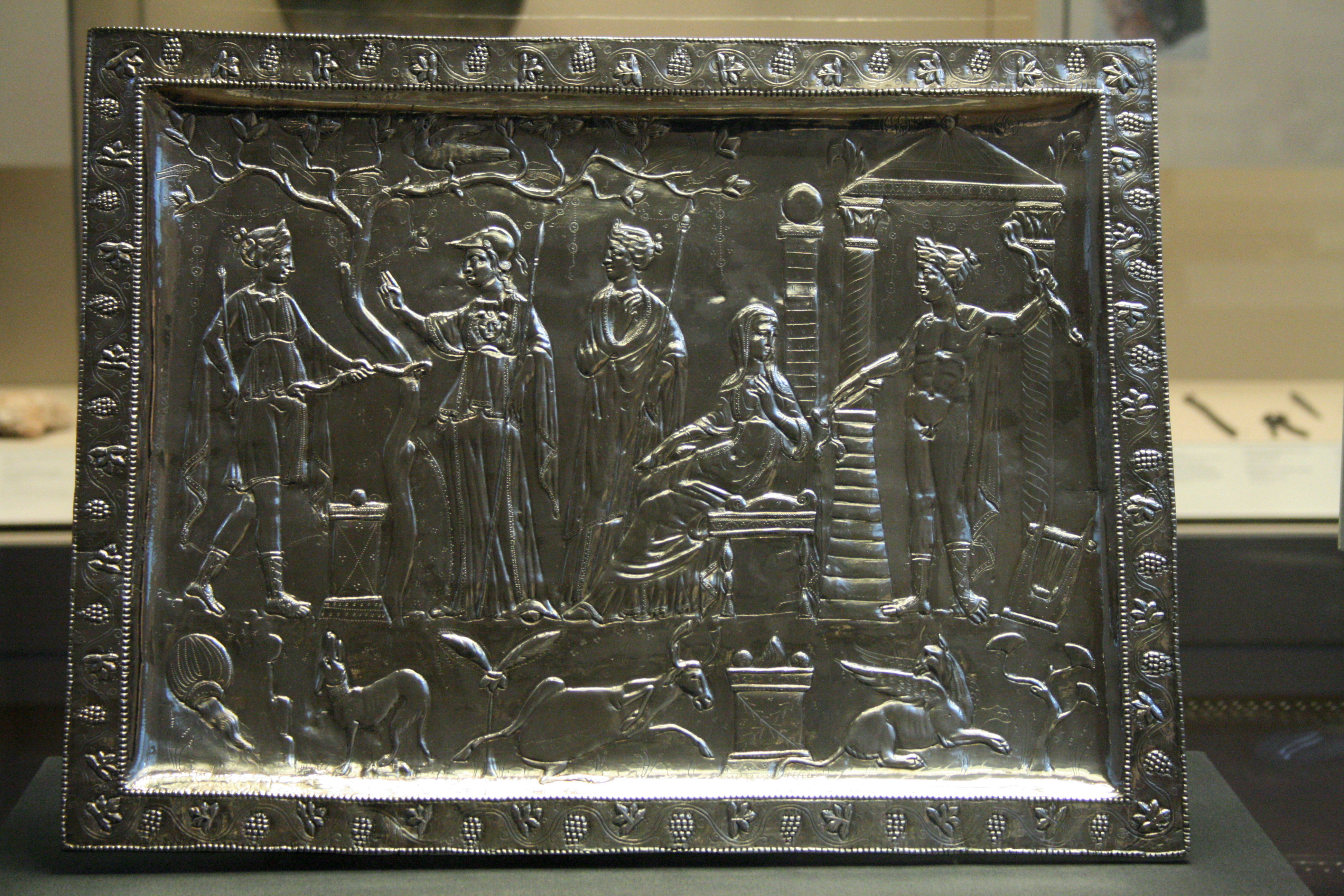
Plateau d'argent Corbridge lanx (vertragus)
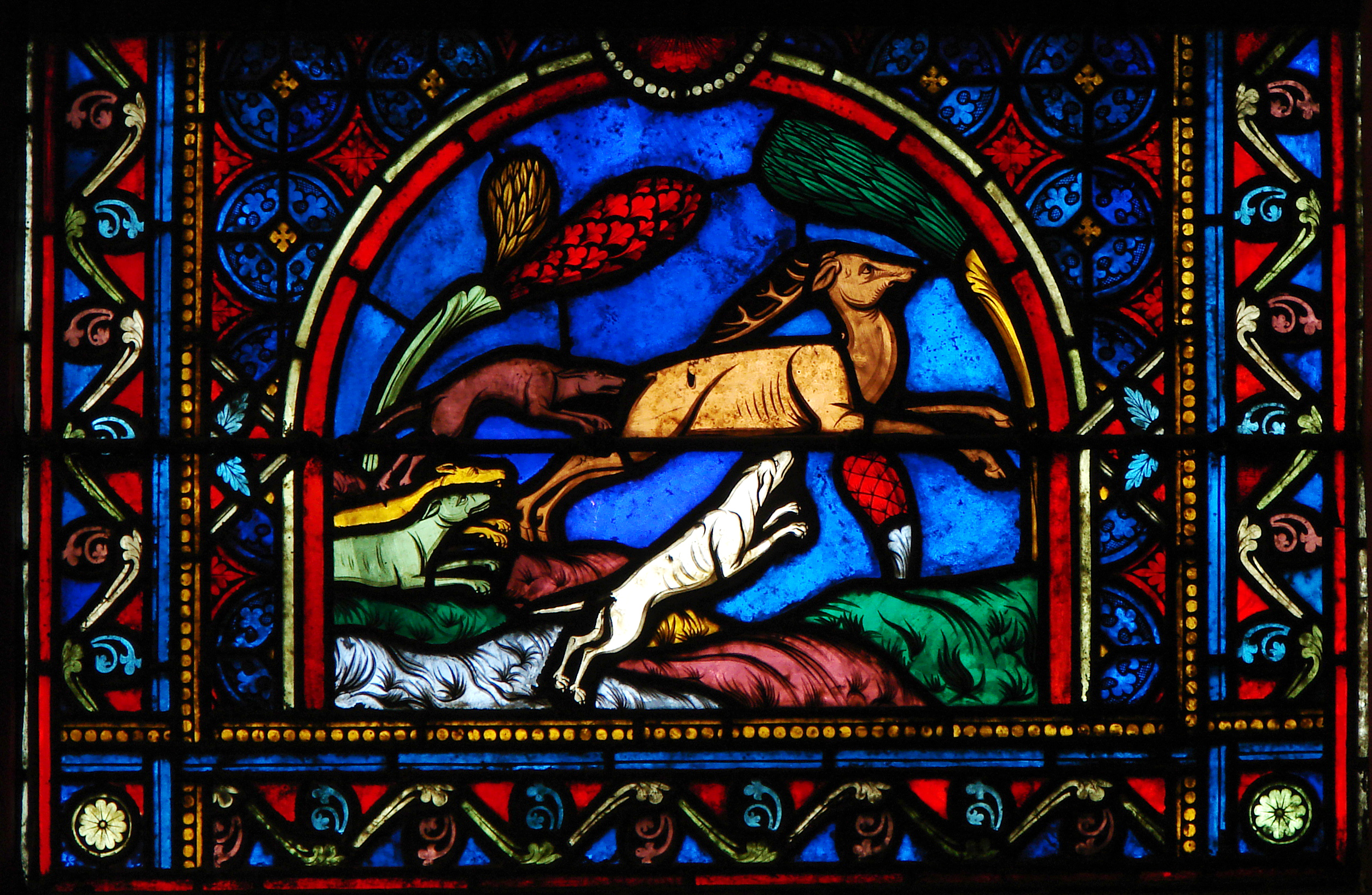
Vitrail, Notre-Dame de Paris

- En monnaie :

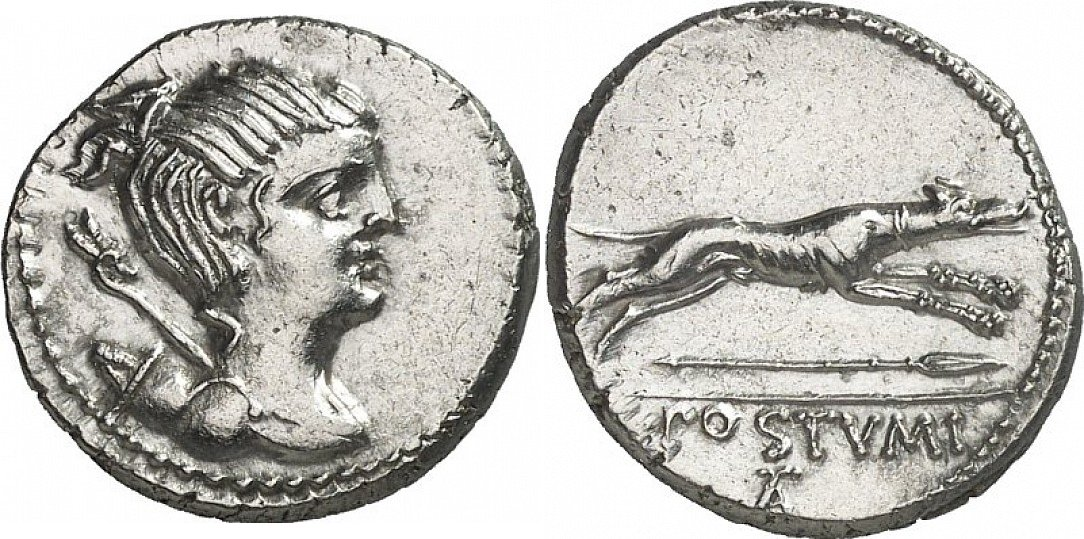
Denier (74-73 av. J.-C.)

- En art funéraire (accompagnant un gisant) :

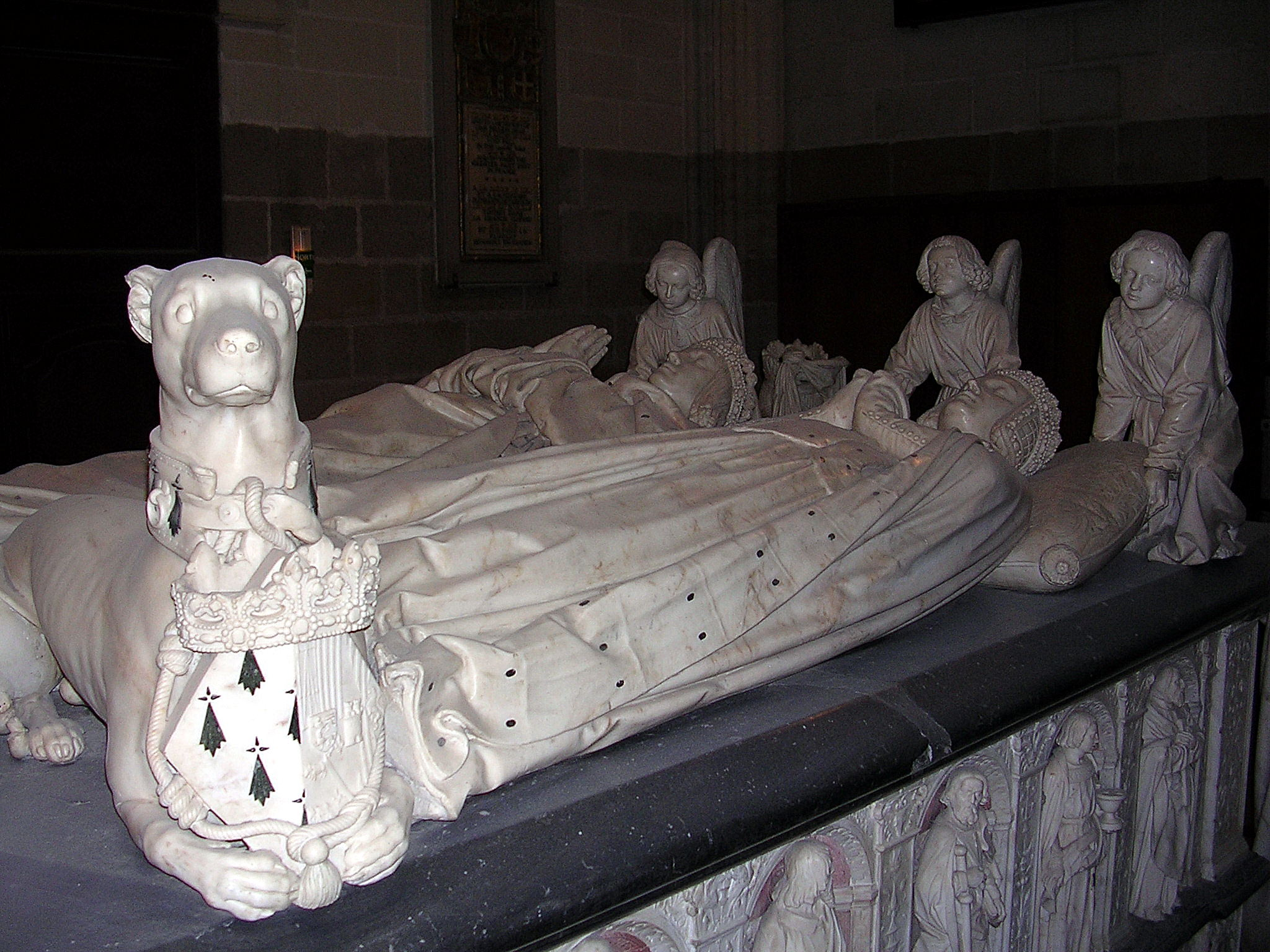
Sur le tombeau de François II (cathédrale de Nantes), où le lévrier est le symbole de la fidélité

- En tapisserie :

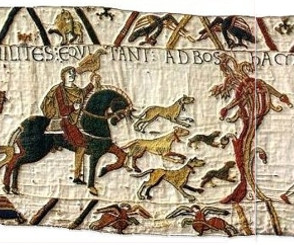
Tapisserie de Bayeux - Le Duc Harold part en Normandie précédé de ses lévriers

- En graffiti :

Un graffiti représentant un lévrier à Bordeaux

## Lévriers célèbres

### Légende historique
Une légende a attribué à un lévrier le pouvoir de guérir à titre posthume les enfants dans la région lyonnaise. Il s'agit du « saint Lévrier - Guinefort, guérisseur d'enfants ».
Au XIIIe siècle à Villars-les-Dombes, un châtelain de retour à sa demeure trouve son Lévrier avec la gueule ensanglantée, près du berceau de son enfant. Croyant à un acte de jalousie, il tue son Lévrier gardien. Mais il ne tarde pas à s'apercevoir que non seulement l'enfant est sain et sauf, mais également qu'un serpent déchiqueté se trouve près de lui. Il comprend alors sa méprise et fait dresser un sanctuaire pour l'animal. La population locale ne tarde pas à considérer le Lévrier comme un saint martyr, guérisseur d'enfants.

### Cinéma

#### Films d'animation
- Les Cinq Légendes en 2012 : le compagnon de Jamie Bennett est un lévrier ;
- Rebelle en 2012.

Dans l’album Martine fait du cheval, de Gilbert Delahaye et Marcel Marlier, l’oncle de Martine qui tient le centre équestre possède un lévrier Greyhound ( vu sa taille par rapport à la petite fille ) il est blanc tacheté gris .

#### Films
- Cadavres à la pelle en 2010 ;
- Guerre et Paix en 1967 ;
- Harry Potter et l'Ordre du phénix en 2007 ;
- Hunger Games en 2012 ;
- Je sais où je vais en 1945 ;
- L'Aigle de la Neuvième Légion en 2011 ;
- Légendes d'automne en 1994 ;
- Out of Africa en 1985 ;
- Robin des Bois en 2010.

### Séries télévisées
- Les Simpson : Petit Papa Noël est l'animal préféré de la famille. C'est un lévrier mâle qui a été vu la première fois dans Noël mortel en 1989.

### Musique
- Mademoiselle Nobs, chienne barzoï qui joue dans le morceau homonyme de Pink Floyd dans l'album Live at Pompeï.